# Super Bowl
Le Super Bowl [ˈsupɚ boʊl] est la finale du championnat organisé par la National Football League (NFL), ligue américaine de football américain. Conclusion des séries éliminatoires, il oppose les vainqueurs des deux conférences de la ligue, l'American Football Conference (AFC) et la National Football Conference (NFC). Le match clôt une saison d'environ cinq mois, allant de septembre à février.
La rencontre a été créée à la suite de la fusion entre les ligues NFL et AFL au milieu des années 1960. Les deux championnats se sont mis d'accord pour que leurs champions respectifs s'affrontent lors d'une finale afin de déterminer le champion des États-Unis. La fusion est officielle en 1970 et, si chaque ligue est renommée en conférence, le match reste dans la NFL comme la rencontre qui détermine le champion de la saison.
Les franchises les plus victorieuses du Super Bowl sont les Steelers de Pittsburgh et les Patriots de la Nouvelle-Angleterre avec 6 victoires.
Le Super Bowl est l'événement sportif le plus regardé à la télévision aux États-Unis, et l'un des événements sportifs les plus suivis au monde. Les chaînes de télévision profitent de la rencontre pour vendre des spots publicitaires à des prix records.

## Historique

### Origines de la compétition
Le Super Bowl est créé en 1967 sous le nom de NFL-AFL World Championship Game. Cependant, les médias et les fans préfèrent « Super Bowl ». Il faut attendre la troisième édition de la grande finale pour voir apparaître officiellement le nom de Super Bowl. Afin qu'il n'y ait confusion avec l'année au cours de laquelle se joue le match, la numérotation de l'édition est indiquée en chiffres romains à l'exception de celle de 2016 chiffrée « 50 ».

### Premières éditions (1966-1970)
Après les deux victoires de suite des Packers de Green Bay, membres de la NFL, on s’interroge sur le niveau des formations de l’American Football League (AFL). Ces doutes sont vite balayés par les victoires des Jets de New York au Super Bowl III, puis des Chiefs de Kansas City lors du Super Bowl IV. Le quarterback des Jets, Joe Namath, garantit la victoire deux jours avant le Super Bowl et devient une légende à New York. La fusion de la NFL et de l’AFL se réalise après ces quatre premières éditions. Dix franchisés de l’AFL et trois de la NFL forment alors la Conférence américaine, tandis que les treize autres franchises de la NFL constituent la Conférence nationale. Le Super Bowl met désormais aux prises les champions des deux conférences.

### Premiers Super Bowls après la fusion (1970-1974)
Après la fusion entre l'American Football League et la National Football League, trois franchises dominent les années 1970, remportant huit Super Bowls à elles trois ; les Cowboys de Dallas, les Dolphins de Miami et les Steelers de Pittsburgh. Les Colts de Baltimore, désormais membre de l'AFC, dominent les Cowboys lors du Super Bowl V, la première finale du championnat NFL. Lors de ce Super Bowl, le linebacker des Cowboys Chuck Howley est nommé meilleur joueur du Super Bowl et est toujours à ce jour le seul joueur d'une équipe vaincue à recevoir cette récompense.
Les Cowboys prennent leur revanche l'année suivante en remportant le Super Bowl VI contre les Dolphins de Miami. La saison suivante, les Dolphins réalisent un parcours parfait jusqu'au Super Bowl VII qu'ils remportent sur le score de 14-7, devenant la première et seule équipe à terminer une saison invaincue par une victoire au Super Bowl. Miami réalise le doublé en remportant le Super Bowl VIII un an plus tard.
En 1970, la Wild Card est inventée pour permettre à une équipe non-championne de division de participer aux séries éliminatoires. En 1975, Dallas est la première équipe de ce type à atteindre le Super Bowl, mais elle est éliminée par Pittsburgh.

### Dynastie des Steelers de Pittsburgh (1975-1980)

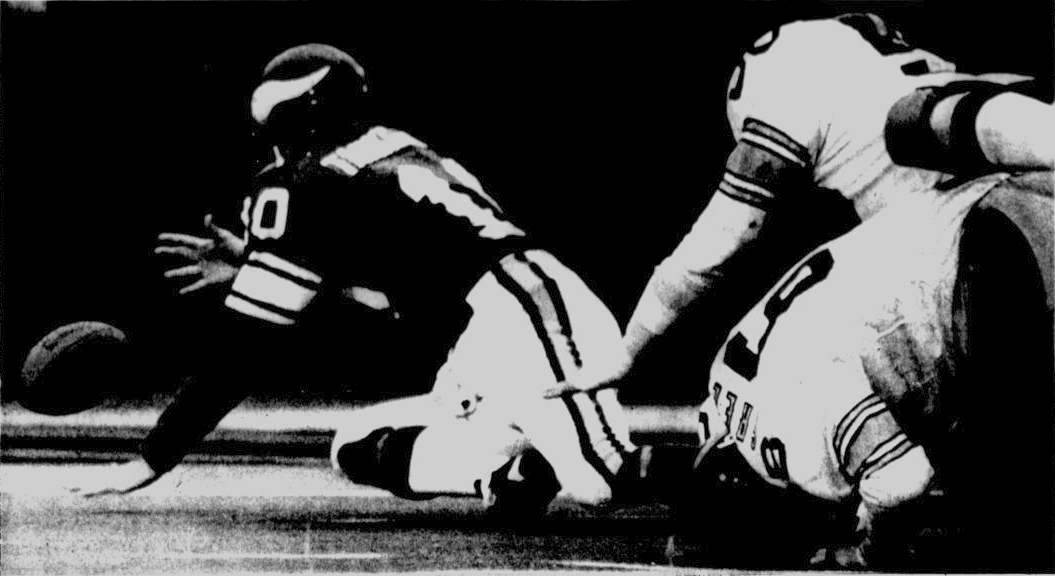
Le quarterback des Vikings du Minnesota Fran Tarkenton cherche à récupérer un fumble dans la end zone lors du Super Bowl IX contre les Steelers de Pittsburgh.

En 1975, le système de seeds est mis en place, délivrant un ordre selon le classement en saison régulière qui établit les confrontations (et non plus selon un calendrier préprogrammé). Depuis, sur 41 Super Bowls, 12 ont vu les #1 de chaque conférence s’affronter.
Dans la deuxième partie des années 1970, les Steelers de Pittsburgh remportent quatre Super Bowls (IX, X, XIII et XIV) en six saisons. Menés par l'entraîneur principal Chuck Noll, l'équipe comprend les joueurs offensifs suivants : Terry Bradshaw, Franco Harris, Lynn Swann, John Stallworth et Mike Webster et une défense dominante : la ligne offensive appelé Steel Curtain menée par Joe Greene, Ernie Holmes, Dwight White et L. C. Greenwood, mais aussi le cornerback Mel Blount. La franchise sélectionne les derniers éléments de son équipe lors de la draft 1974 de la NFL lors de laquelle elle sélectionne quatre joueurs du Hall of Fame. La dynastie des Steelers est interrompu seulement par les Raiders d'Oakland qui remportent le Super Bowl XI et par la victoire des Cowboys de Dallas de Roger Staubach et Tom Landry qui remportent leur deuxième Super Bowl (XII).

### Décennie dominée par les 49ers de San Francisco (1981-1991)
Dans les années 1980, la conférence NFC domine la conférence AFC, remportant treize Super Bowls consécutivement. L'équipe qui domine la décennie est San Francisco, avec la West Coast Offense développée par Bill Walsh et menée par le quarterback Joe Montana, le wide receiver Jerry Rice et le tight end Brent Jones. Les 49ers remportent quatre Super Bowls dans les années 1980 (XVI, XIX, XXIII et XXIV), devenant la deuxième dynastie de l'histoire du Super Bowl après les Steelers de Pittsburgh.
Les Bears de Chicago de Mike Ditka sont également une équipe dominante, avec leur quarterback Jim McMahon et le running back Walter Payton. Ils remportent le Super Bowl XX. Les Giants de New York et les Redskins de Washington font également partie des meilleures équipes. Les Redskins remportent les Super Bowls XVII, XXII et XXVI, les Giants les Super Bowls XXI et XXV. Comme dans les années 1970, les Raiders d'Oakland glanent deux Super Bowls XV et XVIII et est la seule franchise de l'AFC à remporter des titres pendant cette période. Oakland, en 1980 (XV) devient la première équipe non-championne de division à remporter le titre.
En 1990, la seconde Wild Card ou seed #6 est ajoutée : Pittsburgh (2005) et Green Bay (2010) sont les seules équipes à avoir gagné le Super Bowl en étant seed #6, et donc en ayant gagné trois matchs à l’extérieur en éliminatoires (plus la finale).

### Dynastie des Cowboys de Dallas (1992-1996)
Après plusieurs saisons avec des mauvais bilans, les Cowboys de Dallas reviennent au sommet au début des années 1990. Au début de cette décennie, la franchise remporte trois Super Bowls (XXVII, XXVIII et XXX) avec la triplette de Dallas : Troy Aikman, Emmitt Smith et Michael Irvin. Une autre franchise domine l'American Football Conference, les Bills de Buffalo. Ils se qualifient pour quatre Super Bowls consécutifs entre 1990 et 1994 mais n'en remportent aucun. Pendant la dynastie des Cowboys, les 49ers de San Francisco remportent un cinquième Super Bowl avec le quarterback Steve Young, le wide receiver Jerry Rice et le cornerback Deion Sanders.

### Duel des quarterbacks Favre et Elway (1997-2000)
Les Packers de Green Bay, emmenés par leur quarterback Brett Favre sort vainqueur du Super Bowl XXXI, leur premier championnat depuis les Super Bowl I et II à la fin des années 1960. Le Super Bowl XXXII voit le quarterback des Broncos de Denver John Elway battre le champion sortant des Packers lors d'une victoire surprise. La saison suivante, Denver réalise le doublé en battant les Falcons d'Atlanta lors du Super Bowl XXXIII, la cinquième apparition d'Elway au Super Bowl.
Les Rams de Saint-Louis remportent le Super Bowl XXXIV contre les Titans du Tennessee avec un quarterback non drafté Kurt Warner pour conclure les années 1990. Dans une partie serrée, les Titans ont l'occasion d'arracher les prolongations et se font arrêter à un mètre de la ligne à la dernière seconde. Lors du Super Bowl XXXV, les Ravens de Baltimore battent les Giants de New York sur le score de 34–7.

### Dynastie des Patriots de la Nouvelle-Angleterre (2001-2005)
Au début des années 2000, les Patriots de la Nouvelle-Angleterre remportent trois Super Bowls en quatre ans. La dynastie des Patriots est menée par le jeune quarterback Tom Brady et une défense de fer. Lors du Super Bowl XXXVI, le débutant Brady mène son attaque à un field goal décisif d'Adam Vinatieri pour une victoire surprise 20 à 17. Les Patriots gagnent également les Super Bowls XXXVIII et XXXIX en battant les Panthers de la Caroline et les Eagles de Philadelphie. La domination des Pats est interrompue par le succès des Buccaneers de Tampa Bay aux dépens des Raiders d'Oakland sur le score de 48-21 lors du Super Bowl XXXVII. Encore aujourd'hui, les Patriots sont une force dominante dans la ligue et ce depuis les années 2000, avec 6 Super Bowls en 17 ans et ayant manqué les séries a seulement deux occasions durant cette période.

### Ère moderne et multiples vainqueurs (depuis 2006)
Les Steelers de Pittsburgh de Ben Roethlisberger et les Colts d'Indianapolis de Peyton Manning remportent les Super Bowls XL et XLI, en battant respectivement les Seahawks de Seattle et les Bears de Chicago.
Lors de la saison 2007, les Patriots de la Nouvelle-Angleterre deviennent la deuxième équipe à réaliser une saison régulière parfaite mais ils échouent lors du Super Bowl XLII contre les Giants de New York d'Eli Manning, battus sur le score de 17-14. Ben Roethlisberger et les Steelers ajoutent un sixième Super Bowl à leur palmarès en battant à la dernière minute les Cardinals de l'Arizona lors du Super Bowl XLIII. Les Saints de La Nouvelle-Orléans de Drew Brees remportent leur premier Super Bowl en battant les Colts en février 2010. Les Packers de Green Bay gagnent ensuite leur quatrième Super Bowl (XLV). Les Giants dominent à nouveau les Patriots lors du Super Bowl XLVI. Les Ravens de Baltimore remportent le Super Bowl XLVII sur le score de 34-31 contre les 49ers de San Francisco.
Le Super Bowl XLVIII disputé au MetLife Stadium en février 2014, est le premier Super Bowl joué en extérieur, dans un environnement froid. La défense des Seahawks de Seattle domine l'attaque des Broncos de Denver de Peyton Manning tout au long du match pour une large victoire finale 43-8.
Le Super Bowl XLIX voit les Patriots de la Nouvelle-Angleterre battre les tenants du titre les Seahawks de Seattle sur une interception de dernière minute de Malcolm Butler.
Le Super Bowl 50 oppose la meilleure défense de la saison, les Broncos de Denver à la meilleure attaque de la saison, les Panthers de la Caroline. Pour le dernier match de sa carrière, QB Peyton Manning conduit son équipe à la victoire, remportant sa deuxième bague.
Le Super Bowl LI est le premier à se jouer en prolongation. Il oppose l'équipe de la décennie les Patriots de la Nouvelle-Angleterre emmenée par son QB emblématique Tom Brady aux Falcons d'Atlanta. Le match restera dans les mémoires puisque les Patriots menés 28 à 3, rattraperont leur retard de 25 points pour l'emporter 34 à 28.
Le Super Bowl LII voit les Eagles de Philadelphie battre les champions en titre, les Patriots de la Nouvelle-Angleterre, 41 à 33. Le match passera à l'histoire pour l'établissement de nombreux records: plus grand total de yards combinés dans un Super Bowl (1 151 yards); plus grand nombre de yards à la passe dans un match de séries éliminatoires (505 yards par Tom Brady); plus de points marqués par une équipe perdante dans un Super Bowl (33 points par les Patriots); plus de yards combinés à la passe dans un Super Bowl (874 yards); plus long field goal par un joueur débutant (rookie) dans un Super Bowl (46 yards par Jake Elliott); et Nick Foles est devenu le premier joueur à recevoir et à lancer une passe pour touchdown dans un Super Bowl, devenant également le premier quarterback à recevoir une passe pour touchdown dans un Super Bowl.
Le Super Bowl LIII voit les Patriots de la Nouvelle-Angleterre revenir pour une troisième fois consécutive au match, cette fois-ci face aux Rams de Los Angeles. Ce match passera à l'histoire comme étant celui où il fut marqué le plus petit nombre de points (16) lors d'un Super Bowl alors que les Patriots remportent un sixième titre par la marque de 13-3.
Les Super Bowls des années 2000 et 2010 sont marqués par les performances et les pedigrees de plusieurs quarterbacks et par une certaine stagnation du côté de l'AFC avec les apparitions répétées des mêmes équipes et des mêmes joueurs.
On peut citer en particulier trois QB de l'AFC qui se partagent toutes les participations au Super Bowl entre les saisons 2001 et 2018 à l'exception de deux éditions :
- Tom Brady : dix apparitions, sept victoires ;
- Peyton Manning : quatre apparitions, deux victoires ;
- Ben Roethlisberger : trois apparitions, deux victoires.

Pour la NFC, la liste des QB atteignant le Super Bowl sur les saisons 2001 à 2018 est de quinze dont notamment :
- Eli Manning : deux apparitions, deux victoires ;
- Russell Wilson : deux apparitions, une victoire ;
- Drew Brees, Aaron Rodgers : une apparition, une victoire ;
- Kurt Warner : trois apparitions, une victoire[Note 3].

## Palmarès

### Édition par édition
Le Super Bowl a toujours lieu durant l'année suivante de la saison.
| Saison | Édition | Date             |                                              | Rencontres | Rencontres                               | Rencontres                    | Lieu                | Lieu       | Lieu    | Spectateurs |
| Saison | Édition | Date             | Vainqueur                                    | Score      | Finaliste                                | Stade                         | Ville               | État       |         | Spectateurs |
|        |         |                  | Finale des Championnats AFL-NFL              |            |                                          |                               |                     |            |         |             |
| 1966   | I       | 15 janvier 1967  | Packers de Green Bay (1) (NFL)               | 35-10      | Chiefs de Kansas City (AFL)              | Los Angeles Memorial Coliseum | Los Angeles         | Californie | 61 946  |             |
| 1967   | II      | 14 janvier 1968  | Packers de Green Bay (2) (NFL)               | 33-14      | Raiders d'Oakland (AFL)                  | Miami Orange Bowl             | Miami               | Floride    | 75 546  |             |
| 1968   | III     | 12 janvier 1969  | Jets de New York (1) (AFL)                   | 16-07      | Colts de Baltimore (NFL)                 | Miami Orange Bowl             | Miami               | Floride    | 75 389  |             |
| 1969   | IV      | 11 janvier 1970  | Chiefs de Kansas City (1) (AFL)              | 23-07      | Vikings du Minnesota (NFL)               | Tulane Stadium                | La Nouvelle-Orléans | Louisiane  | 80 562  |             |
|        |         |                  | Finale du championnat NFL                    |            |                                          |                               |                     |            |         |             |
| 1970   | V       | 17 janvier 1971  | Colts de Baltimore (AFC)                     | 16-13      | Cowboys de Dallas (NFC)                  | Miami Orange Bowl             | Miami               | Floride    | 79 204  |             |
| 1971   | VI      | 16 janvier 1972  | Cowboys de Dallas (1) (NFC)                  | 24-03      | Dolphins de Miami (AFC)                  | Tulane Stadium                | La Nouvelle-Orléans | Louisiane  | 81 023  |             |
| 1972   | VII     | 14 janvier 1973  | Dolphins de Miami (1)(AFC)                   | 14-07      | Redskins de Washington (NFC)             | Los Angeles Memorial Coliseum | Los Angeles         | Californie | 90 182  |             |
| 1973   | VIII    | 13 janvier 1974  | Dolphins de Miami (2) (AFC)                  | 24-07      | Vikings du Minnesota (NFC)               | Rice Stadium                  | Houston             | Texas      | 71 882  |             |
| 1974   | IX      | 12 janvier 1975  | Steelers de Pittsburgh (1) (AFC)             | 16-06      | Vikings du Minnesota (NFC)               | Tulane Stadium                | La Nouvelle-Orléans | Louisiane  | 80 997  |             |
| 1975   | X       | 18 janvier 1976  | Steelers de Pittsburgh (2) (AFC)             | 21-17      | Cowboys de Dallas (NFC)                  | Miami Orange Bowl             | Miami               | Floride    | 80 187  |             |
| 1976   | XI      | 9 janvier 1977   | Raiders d'Oakland (1) (AFC)                  | 32-14      | Vikings du Minnesota (NFC)               | Rose Bowl Stadium             | Pasadena            | Californie | 103 438 |             |
| 1977   | XII     | 15 janvier 1978  | Cowboys de Dallas (2) (NFC)                  | 27-10      | Broncos de Denver (AFC)                  | Louisiana Superdome           | La Nouvelle-Orléans | Louisiane  | 76 400  |             |
| 1978   | XIII    | 21 janvier 1979  | Steelers de Pittsburgh (3) (AFC)             | 35-31      | Cowboys de Dallas (NFC)                  | Miami Orange Bowl             | Miami               | Floride    | 79 484  |             |
| 1979   | XIV     | 20 janvier 1980  | Steelers de Pittsburgh (4) (AFC)             | 31-19      | Rams de Los Angeles (NFC)                | Rose Bowl Stadium             | Pasadena            | Californie | 103 985 |             |
| 1980   | XV      | 25 janvier 1981  | Raiders d'Oakland (2) (AFC)                  | 27-10      | Eagles de Philadelphie (NFC)             | Louisiana Superdome           | La Nouvelle-Orléans | Louisiane  | 76 135  |             |
| 1981   | XVI     | 24 janvier 1982  | 49ers de San Francisco (1) (NFC)             | 26-21      | Bengals de Cincinnati (AFC)              | Pontiac Silverdome            | Pontiac             | Michigan   | 81 270  |             |
| 1982   | XVII    | 30 janvier 1983  | Redskins de Washington (1) (NFC)             | 27-17      | Dolphins de Miami (AFC)                  | Rose Bowl Stadium             | Pasadena            | Californie | 103 667 |             |
| 1983   | XVIII   | 22 janvier 1984  | Raiders d'Oakland (3) (AFC)                  | 38-09      | Redskins de Washington (NFC)             | Tampa Stadium                 | Tampa               | Floride    | 72 920  |             |
| 1984   | XIX     | 20 janvier 1985  | 49ers de San Francisco (2) (NFC)             | 38-16      | Dolphins de Miami (AFC)                  | Stanford Stadium              | Stanford            | Californie | 84 059  |             |
| 1985   | XX      | 26 janvier 1986  | Bears de Chicago (NFC)                       | 46-10      | Patriots de la Nouvelle-Angleterre (AFC) | Louisiana Superdome           | La Nouvelle-Orléans | Louisiane  | 73 818  |             |
| 1986   | XXI     | 25 janvier 1987  | Giants de New York (1) (NFC)                 | 39-20      | Broncos de Denver (AFC)                  | Rose Bowl Stadium             | Pasadena            | Californie | 101 073 |             |
| 1987   | XXII    | 31 janvier 1988  | Redskins de Washington (2) (NFC)             | 42-10      | Broncos de Denver (AFC)                  | Qualcomm Stadium              | San Diego           | Californie | 73 302  |             |
| 1988   | XXIII   | 22 janvier 1989  | 49ers de San Francisco (3) (NFC)             | 20-16      | Bengals de Cincinnati (AFC)              | Joe Robbie Stadium            | Miami               | Floride    | 75 129  |             |
| 1989   | XXIV    | 28 janvier 1990  | 49ers de San Francisco (4) (NFC)             | 55-10      | Broncos de Denver (AFC)                  | Louisiana Superdome           | La Nouvelle-Orléans | Louisiane  | 72 919  |             |
| 1990   | XXV     | 27 janvier 1991  | Giants de New York (2) (NFC)                 | 20-19      | Bills de Buffalo (AFC)                   | Tampa Stadium                 | Tampa               | Floride    | 73 813  |             |
| 1991   | XXVI    | 26 janvier 1992  | Redskins de Washington (3) (NFC)             | 37-24      | Bills de Buffalo (AFC)                   | Metrodome                     | Minneapolis         | Minnesota  | 63 130  |             |
| 1992   | XXVII   | 31 janvier 1993  | Cowboys de Dallas (3) (NFC)                  | 52-17      | Bills de Buffalo (AFC)                   | Rose Bowl Stadium             | Pasadena            | Californie | 98 374  |             |
| 1993   | XXVIII  | 30 janvier 1994  | Cowboys de Dallas (4) (NFC)                  | 30-13      | Bills de Buffalo (AFC)                   | Georgia Dome                  | Atlanta             | Géorgie    | 72 817  |             |
| 1994   | XXIX    | 29 janvier 1995  | 49ers de San Francisco (5) (NFC)             | 49-26      | Chargers de San Diego (AFC)              | Joe Robbie Stadium            | Miami               | Floride    | 74 107  |             |
| 1995   | XXX     | 28 janvier 1996  | Cowboys de Dallas (5) (NFC)                  | 27-17      | Steelers de Pittsburgh (AFC)             | Sun Devil Stadium             | Tempe               | Arizona    | 76 347  |             |
| 1996   | XXXI    | 26 janvier 1997  | Packers de Green Bay (3) (NFC)               | 35-21      | Patriots de la Nouvelle-Angleterre (AFC) | Louisiana Superdome           | Nouvelle-Orléans    | Louisiane  | 72 301  |             |
| 1997   | XXXII   | 25 janvier 1998  | Broncos de Denver (1) (AFC)                  | 31-24      | Packers de Green Bay (NFC)               | Qualcomm Stadium              | San Diego           | Californie | 68 912  |             |
| 1998   | XXXIII  | 31 janvier 1999  | Broncos de Denver (2) (AFC)                  | 34-19      | Falcons d'Atlanta (NFC)                  | Pro Player Stadium            | Miami               | Floride    | 74 803  |             |
| 1999   | XXXIV   | 30 janvier 2000  | Rams de Saint-Louis (NFC)                    | 23-16      | Titans du Tennessee (AFC)                | Georgia Dome                  | Atlanta             | Géorgie    | 72 625  |             |
| 2000   | XXXV    | 28 janvier 2001  | Ravens de Baltimore (1) (AFC)                | 34-07      | Giants de New York (NFC)                 | Raymond James Stadium         | Tampa               | Floride    | 71 921  |             |
| 2001   | XXXVI   | 3 février 2002   | Patriots de la Nouvelle-Angleterre (1) (AFC) | 20-17      | Rams de Saint-Louis (NFC)                | Louisiana Superdome           | La Nouvelle-Orléans | Louisiane  | 72 922  |             |
| 2002   | XXXVII  | 26 janvier 2003  | Buccaneers de Tampa Bay (1) (NFC)            | 48-21      | Raiders d'Oakland (AFC)                  | Qualcomm Stadium              | San Diego           | Californie | 67 603  |             |
| 2003   | XXXVIII | 1er février 2004 | Patriots de la Nouvelle-Angleterre (2) (AFC) | 32-29      | Panthers de la Caroline (NFC)            | Reliant Stadium               | Houston             | Texas      | 71 525  |             |
| 2004   | XXXIX   | 6 février 2005   | Patriots de la Nouvelle-Angleterre (3) (AFC) | 24-21      | Eagles de Philadelphie (NFC)             | ALLTEL Stadium                | Jacksonville        | Floride    | 78 125  |             |
| 2005   | XL      | 5 février 2006   | Steelers de Pittsburgh (5) (AFC)             | 21-10      | Seahawks de Seattle (NFC)                | Ford Field                    | Détroit             | Michigan   | 68 206  |             |
| 2006   | XLI     | 4 février 2007   | Colts d'Indianapolis (AFC)                   | 29-17      | Bears de Chicago (NFC)                   | Dolphin Stadium               | Miami               | Floride    | 74 512  |             |
| 2007   | XLII    | 3 février 2008   | Giants de New York (3) (NFC)                 | 17-14      | Patriots de la Nouvelle-Angleterre (AFC) | University of Phoenix Stadium | Glendale            | Arizona    | 71 101  |             |
| 2008   | XLIII   | 1er février 2009 | Steelers de Pittsburgh (6) (AFC)             | 27-23      | Cardinals de l'Arizona (NFC)             | Raymond James Stadium         | Tampa               | Floride    | 70 774  |             |
| 2009   | XLIV    | 7 février 2010   | Saints de La Nouvelle-Orléans (NFC)          | 31-17      | Colts d'Indianapolis (AFC)               | Sun Life Stadium              | Miami               | Floride    | 74 059  |             |
| 2010   | XLV     | 6 février 2011   | Packers de Green Bay (4) (NFC)               | 31-25      | Steelers de Pittsburgh (AFC)             | Cowboys Stadium               | Arlington           | Texas      | 103 219 |             |
| 2011   | XLVI    | 5 février 2012   | Giants de New York (4) (NFC)                 | 21-17      | Patriots de la Nouvelle-Angleterre (AFC) | Lucas Oil Stadium             | Indianapolis        | Indiana    | 68 658  |             |
| 2012   | XLVII   | 3 février 2013   | Ravens de Baltimore (2) (AFC)                | 34-31      | 49ers de San Francisco (NFC)             | Mercedes-Benz Superdome       | La Nouvelle-Orléans | Louisiane  | 71 024  |             |
| 2013   | XLVIII  | 2 février 2014   | Seahawks de Seattle (NFC)                    | 43-08      | Broncos de Denver (AFC)                  | MetLife Stadium               | East Rutherford     | New Jersey | 82 529  |             |
| 2014   | XLIX    | 1er février 2015 | Patriots de la Nouvelle-Angleterre (4) (AFC) | 28-24      | Seahawks de Seattle (NFC)                | University of Phoenix Stadium | Glendale            | Arizona    | 70 288  |             |
| 2015   | 50      | 7 février 2016   | Broncos de Denver (3) (AFC)                  | 24-10      | Panthers de la Caroline (NFC)            | Levi's Stadium                | Santa Clara         | Californie | 71 088  |             |
| 2016   | LI      | 5 février 2017   | Patriots de la Nouvelle Angleterre (5) (AFC) | 34-28PR    | Falcons d'Atlanta (NFC)                  | NRG Stadium                   | Houston             | Texas      | 70 807  |             |
| 2017   | LII     | 4 février 2018   | Eagles de Philadelphie (NFC)                 | 41-33      | Patriots de la Nouvelle-Angleterre (AFC) | U.S. Bank Stadium             | Minneapolis         | Minnesota  | 67 612  |             |
| 2018   | LIII    | 3 février 2019   | Patriots de la Nouvelle-Angleterre (6) (AFC) | 13-03      | Rams de Los Angeles (NFC)                | Mercedes-Benz Stadium         | Atlanta             | Georgie    | 70 081  |             |
| 2019   | LIV     | 2 février 2020   | Chiefs de Kansas City (2) (AFC)              | 31-20      | 49ers de San Francisco (NFC)             | Hard Rock Stadium             | Miami               | Floride    | 62 417  |             |
| 2020   | LV      | 7 février 2021   | Buccaneers de Tampa Bay (2) (NFC)            | 31-09      | Chiefs de Kansas City (AFC)              | Raymond James Stadium         | Tampa               | Floride    | 25 000  |             |
| 2021   | LVI     | 13 février 2022  | Rams de Los Angeles (2) (NFC)                | 23-20      | Bengals de Cincinnati (AFC)              | SoFi Stadium                  | Los Angeles         | Californie | 70 048  |             |
| 2022   | LVII    | 12 février 2023  | Chiefs de Kansas City (3) (AFC)              | 38-35      | Eagles de Philadelphie (NFC)             | State Farm Stadium            | Glendale            | Arizona    | 67 827  |             |
| 2023   | LVIII   | 11 février 2024  | Chiefs de Kansas City (4) (AFC)              | 25-22PR    | 49ers de San Francisco (NFC)             | Allegiant Stadium             | Paradise            | Nevada     | 61 629  |             |
| 2024   | LIX     | 9 février 2025   | Eagles de Philadelphie (2) (NFC)             | 40-22      | Chiefs de Kansas City (AFC)              | Caesars Superdome             | La Nouvelle-Orléans | Louisiane  | 65 719  |             |

NB : Le Super Bowl LVIII était initialement prévu à La Nouvelle-Orléans, mais la mairie et la NFL se sont mis d'accord pour plutôt organiser le Super Bowl LIX à la suite des festivités du Mardi-Gras. Le stade accueillant le Super Bowl LVIII dévoilé le 15 décembre 2021 est l'Allegiant Stadium situé à Paradise dans le Nevada, domicile des Raiders de Las Vegas,.

### Statistiques et records
- Les Patriots de la Nouvelle-Angleterre détiennent le plus grand nombre d’apparitions à un Super Bowl : 11.
- Les Steelers de Pittsburgh et les Patriots de la Nouvelle-Angleterre sont les équipes ayant gagné le plus de Super Bowls : 6. Il faut signaler que les Packers de Green Bay ont conquis 13 titres de la NFL si l'on tient compte de ceux délivrés avant l'ère moderne des Super Bowls (4 Super Bowls et 9 championnats de la NFL de l'ère pré-Super Bowl).
- Pittsburgh est la seule équipe à avoir réussi à remporter deux Super Bowls d'affilée en deux occasions (Super Bowls IX et X ainsi que XIII et XIV). Ont aussi réussi deux victoires d'affilée : les Packers de Green Bay (I et II), les Dolphins de Miami (VII et VIII), les 49ers de San Francisco (XXIII et XXIV), les Cowboys de Dallas (XXVII et XXVIII), les Broncos de Denver (XXXII et XXXIII), les Patriots de la Nouvelle-Angleterre (XXXVIII et XXXIX) et les Chiefs de Kansas City (LVII et LVIII).
- Les Broncos de Denver et les Patriots de la Nouvelle-Angleterre sont les franchises à avoir perdu le plus de Super Bowls : 5.
- L'affrontement au Super Bowl qui a eu lieu le plus souvent est Pittsburgh contre Dallas: 3 éditions (Super Bowls X, XIII et XXX). Les Steelers mènent 2-1.
- Baltimore et Buccaneers de Tampa Bay sont les deux équipes avec le plus de titres sans défaite, toute deux avec deux victoires en autant de participations. La première ayant mis fin au record de San Francisco (qui avait auparavant cinq victoires en autant d'apparition au Super Bowl) en les battant au Super Bowl XLVII (saison 2012).
- Minnesota et Buffalo ont perdu le plus de finales sans jamais en gagner une (0-4).
  - Minnesota a perdu ses 4 Super Bowls sans jamais marquer dans la première mi-temps.
  - Buffalo a perdu ses 4 Super Bowls d'affilée (de 1990 - Super Bowl XXV à 1993 - Super Bowl XXVIII).
  - Buffalo détient la plus longue série d'apparitions consécutives au Super Bowl : 4.
- L'équipe des Jets de New York est la plus ancienne équipe à ne plus avoir su accéder au Super Bowl (dernière apparition en 1969, Super Bowl III).
- Le plus grand écart de points a eu lieu au Super Bowl XXIV (saison 1989) : 45 (55 à 10 pour San Francisco contre Denver).
- Le plus petit écart de points a eu lieu au Super Bowl XXV (saison 1990) : 1 (20 à 19 pour les Giants de New York contre les Bills de Buffalo).
- Oakland est, au Super Bowl XV, la première équipe non-championne de division à remporter le titre. Ce fait d'armes sera imité ensuite par Denver (Super Bowl XXXII), Baltimore (Super Bowl XXXV), Pittsburgh (Super Bowl XL), les Giants de New York (Super Bowl XLII) et Green Bay (Super Bowl XLV).
- Depuis l'apparition du système de classement pour les éliminatoires (les seeds) en 1975, 14 Super Bowls sur 47 ont vu les premiers classés de chaque conférence s’affronter, la dernière fois lors du Super Bowl LVII.
- Depuis 1990 et l'ajout d'une seconde équipe repêchée (non-championne de sa division, communément appelée Wild Card ou seed #6), seules les équipes de Pittsburgh (Super Bowl XL) et de Green Bay (Super Bowl XLV) réussiront à remporter le Super Bowl comme seed #6 (ce qui signifie qu'elles ont gagné trois matchs sur les terrains adverses lors des éliminatoires avant de gagner la finale, un parcours que peuvent également suivre les équipes classées comme seed #5).
- Après le Super Bowl LVIII, la NFC et l’AFC ont remporté chacune 27 victoires. La NFC détient aussi la plus longue séquence de victoires au Super Bowl: 13 victoires consécutives entre 1985 et 1997.
- Les villes ayant organisé le plus souvent le Super Bowl sont Miami (en 2020) et La Nouvelle-Orléans (en 2025), avec 11 événements.

| - Équipes n'ayant jamais gagné un Super Bowl : - Bills de Buffalo - Bengals de Cincinnati - Browns de Cleveland - Texans de Houston - Jaguars de Jacksonville - Titans du Tennessee - Chargers de San Diego/Los Angeles - Lions de Detroit - Vikings du Minnesota - Falcons d'Atlanta - Panthers de la Caroline - Cardinals de Saint-Louis/Phoenix/Arizona |

Les Lions de Détroit, les Browns de Cleveland, les Texans de Houston et les Jaguars de Jacksonville n'ont jamais atteint le Super Bowl.
- Tampa Bay est la première équipe à jouer et à remporter le Super Bowl à domicile (Super Bowl LV). Les Rams de Los Angeles feront de même la saison suivante en gagnant au SoFi Stadium le Super Bowl LVI.

## Organisation

### Sélection des lieux hôtes
Le lieu de la finale est choisi par la National Football League plusieurs années à l’avance. Les villes font acte de candidature, un peu à l’image des villes olympiques, et la gagnante est désignée par un vote secret entre les 32 propriétaires de la ligue. La NFL a développé un cahier des charges important pour les villes d'accueil du Super Bowl, incluant notamment l'utilisation gratuite d'une aire de stationnement de 35 000 places, un stade avec un dôme et une température contrôlée pour les villes dont la température moyenne est inférieure à 10 °C, l'accès à trois parcours de golf ou encore à deux bowlings.
Les premières finales se déroulèrent dans le sud du pays pour des raisons évidentes de météorologie puisque la finale se dispute en janvier ou février. Toutefois, la multiplication des stades couverts dans les années 1980 et 1990 a ouvert l’organisation du Super Bowl aux villes du nord même si cela reste encore marginal. Quatre villes « du nord » ont accueilli le Super Bowl : Détroit et sa région (XVI et XL), Minneapolis (XXVI et LII), Indianapolis (XLVI) et East Rutherford dans le Grand New York (XLVIII). Ce dernier Super Bowl a été disputé pour la première fois dans un stade à ciel ouvert dans une ville dite « du nord ».
| Ville et son agglomération       | Nombre de Super Bowls | Année(s)                                                         |
| -------------------------------- | --------------------- | ---------------------------------------------------------------- |
| Miami                            | 11                    | 1968, 1969, 1971, 1976, 1979, 1989, 1995, 1999, 2007, 2010, 2020 |
| La Nouvelle-Orléans              | 11                    | 1970, 1972, 1975, 1978, 1981, 1986, 1990, 1997, 2002, 2013, 2025 |
| Grand Los Angeles                | 8                     | 1967, 1973, 1977, 1980, 1983, 1987, 1993, 2022, 2027             |
| Tampa                            | 5                     | 1984, 1991, 2001, 2009, 2021                                     |
| Phoenix/Glendale                 | 4                     | 1996, 2008, 2015, 2023                                           |
| San Diego                        | 3                     | 1988, 1998, 2003                                                 |
| Houston                          | 3                     | 1974, 2004, 2017                                                 |
| Atlanta                          | 3                     | 1994, 2000, 2019                                                 |
| Détroit (Metro Detroit)          | 2                     | 1982, 2006                                                       |
| Baie de San Francisco            | 2                     | 1985, 2016, 2026                                                 |
| Minneapolis-Saint Paul           | 2                     | 1992, 2018                                                       |
| Jacksonville                     | 1                     | 2005                                                             |
| Dallas-Fort Worth                | 1                     | 2011                                                             |
| East Rutherford (Grand New York) | 1                     | 2014                                                             |
| Indianapolis                     | 1                     | 2012                                                             |
| Las Vegas                        | 1                     | 2024                                                             |

### Stades
Chaque Super Bowl est joué dans un stade sélectionné par la National Football League plusieurs mois ou plusieurs années avant l’événement.
| Stade                                                                                               | Localisation                   | Nb. | Année(s)                                       |
| --------------------------------------------------------------------------------------------------- | ------------------------------ | --- | ---------------------------------------------- |
| Caesars Superdome, (ex Louisiana Superdome)                                                         | La Nouvelle Orléans, Louisiane | 8   | 1978, 1981, 1986, 1990, 1997, 2002, 2013, 2025 |
| Hard Rock Stadium, (ex Joe Robbie Stadium, Pro Player Stadium, Dolphin Stadium et Sun Life Stadium) | Miami Gardens, Floride         | 6   | 1989, 1995, 1999, 2007, 2010, 2020             |
| Orange Bowl                                                                                         | Miami, Floride                 | 5   | 1968, 1969, 1971, 1976, 1979                   |
| Rose Bowl                                                                                           | Pasadena, Californie           | 5   | 1977, 1980, 1983, 1987, 1993                   |
| Tulane Stadium                                                                                      | La Nouvelle Orléans, Louisiane | 3   | 1970, 1972, 1975                               |
| SDCCU Stadium, (ex Qualcomm Stadium, San Diego Stadium et Jack Murphy Stadium)                      | San Diego, Californie          | 3   | 1988, 1998, 2003                               |
| Raymond James Stadium                                                                               | Tampa, Floride                 | 3   | 2001, 2009, 2021                               |
| State Farm Stadium, (ex University of Phoenix Stadium)                                              | Glendale, Arizona              | 3   | 2008, 2015, 2023                               |
| Los Angeles Memorial Coliseum                                                                       | Los Angeles, Californie        | 2   | 1967, 1973                                     |
| Tampa Stadium                                                                                       | Tampa, Floride                 | 2   | 1984, 1991                                     |
| Georgia Dome                                                                                        | Atlanta, Géorgie               | 2   | 1994, 2000                                     |
| NRG Stadium, (ex Reliant Stadium)                                                                   | Houston, Texas                 | 2   | 2004, 2017                                     |
| Rice Stadium                                                                                        | Houston, Texas                 | 1   | 1974                                           |
| Pontiac Silverdome                                                                                  | Pontiac, Michigan              | 1   | 1982                                           |
| Stanford Stadium                                                                                    | Stanford, Californie           | 1   | 1985                                           |
| Hubert H. Humphrey Metrodome                                                                        | Minneapolis, Minnesota         | 1   | 1992                                           |
| Sun Devil Stadium                                                                                   | Tempe, Arizona                 | 1   | 1996                                           |
| TIAA Bank Field, (ex Alltel Stadium, Jacksonville Municipal Stadium et EverBank Field)              | Jacksonville, Floride          | 1   | 2005                                           |
| Ford Field                                                                                          | Detroit, Michigan              | 1   | 2006                                           |
| AT&T Stadium                                                                                        | Arlington, Texas               | 1   | 2011                                           |
| Lucas Oil Stadium                                                                                   | Indianapolis, Indiana          | 1   | 2012                                           |
| MetLife Stadium                                                                                     | East Rutherford, New Jersey    | 1   | 2014                                           |
| Levi's Stadium                                                                                      | Santa Clara, Californie        | 1   | 2016                                           |
| U.S. Bank Stadium                                                                                   | Minneapolis, Minnesota         | 1   | 2018                                           |
| Mercedes-Benz Stadium                                                                               | Atlanta, Géorgie               | 1   | 2019                                           |
| SoFi Stadium                                                                                        | Inglewood, Californie          | 1   | 2022                                           |
| Allegiant Stadium                                                                                   | Paradise, Nevada               | 1   | 2024                                           |

Images de stades lors de Super Bowls
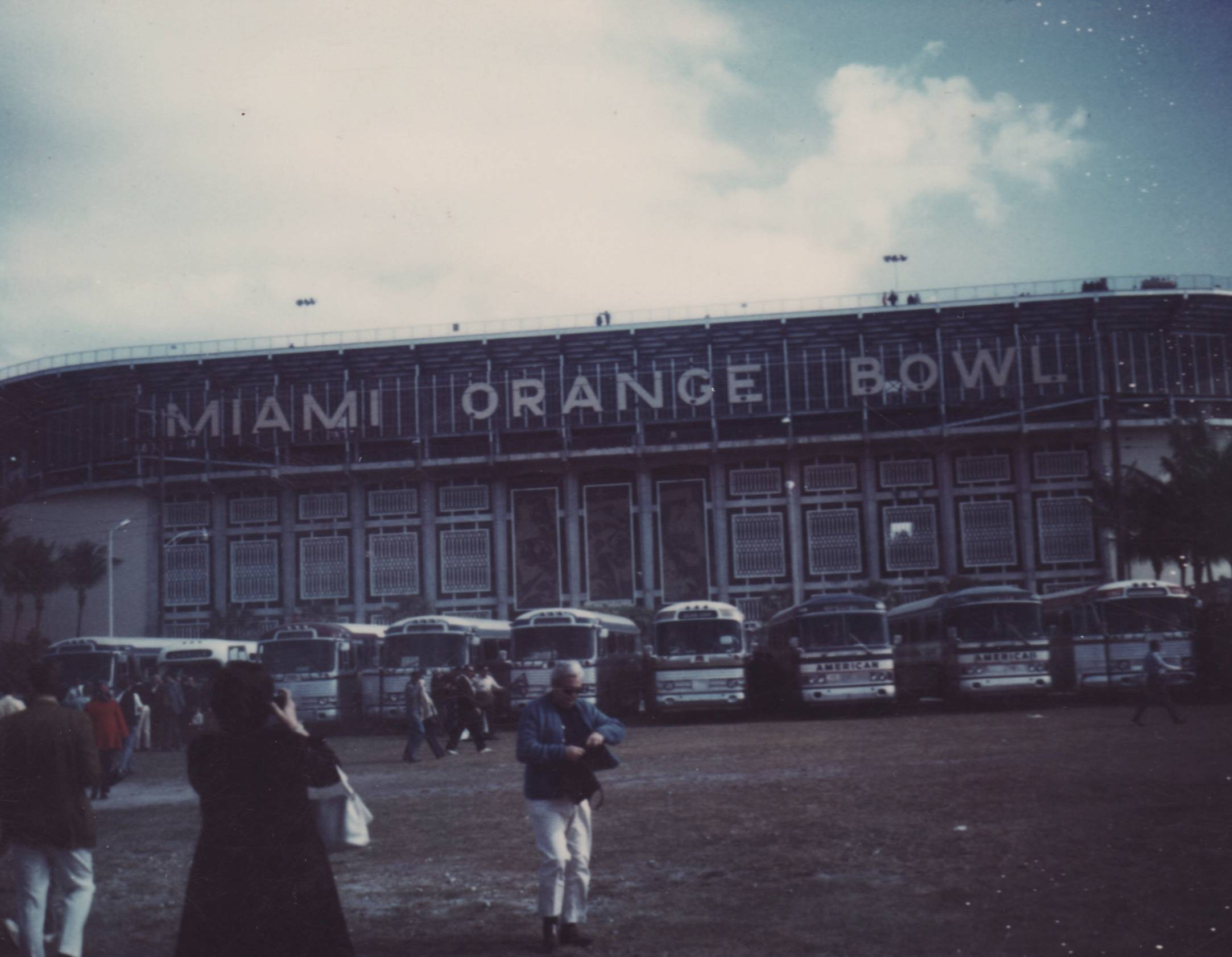
Miami Orange Bowl, Super Bowl V.
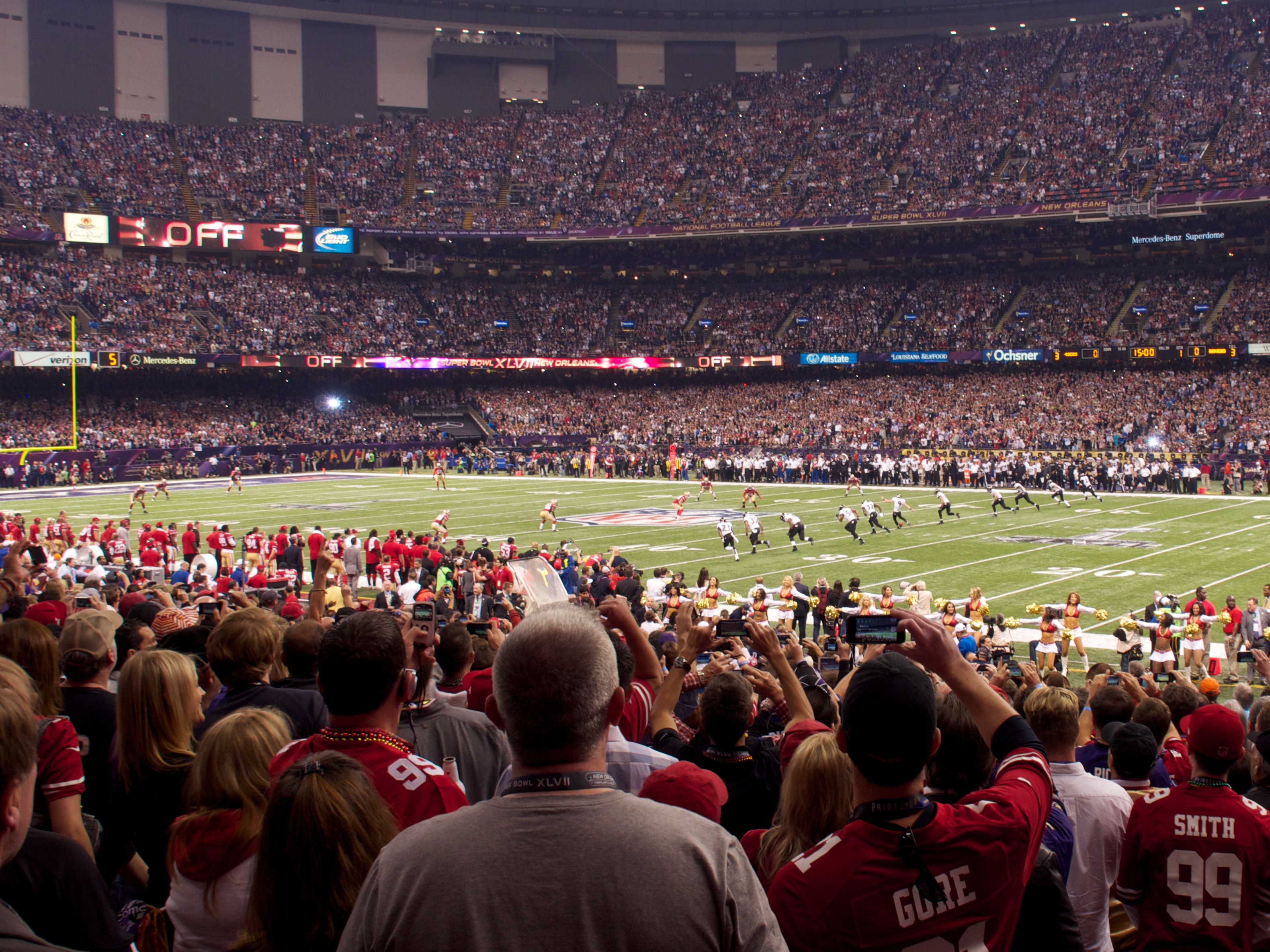
Ambiance au coup d'envoi du Super Bowl XLVII.
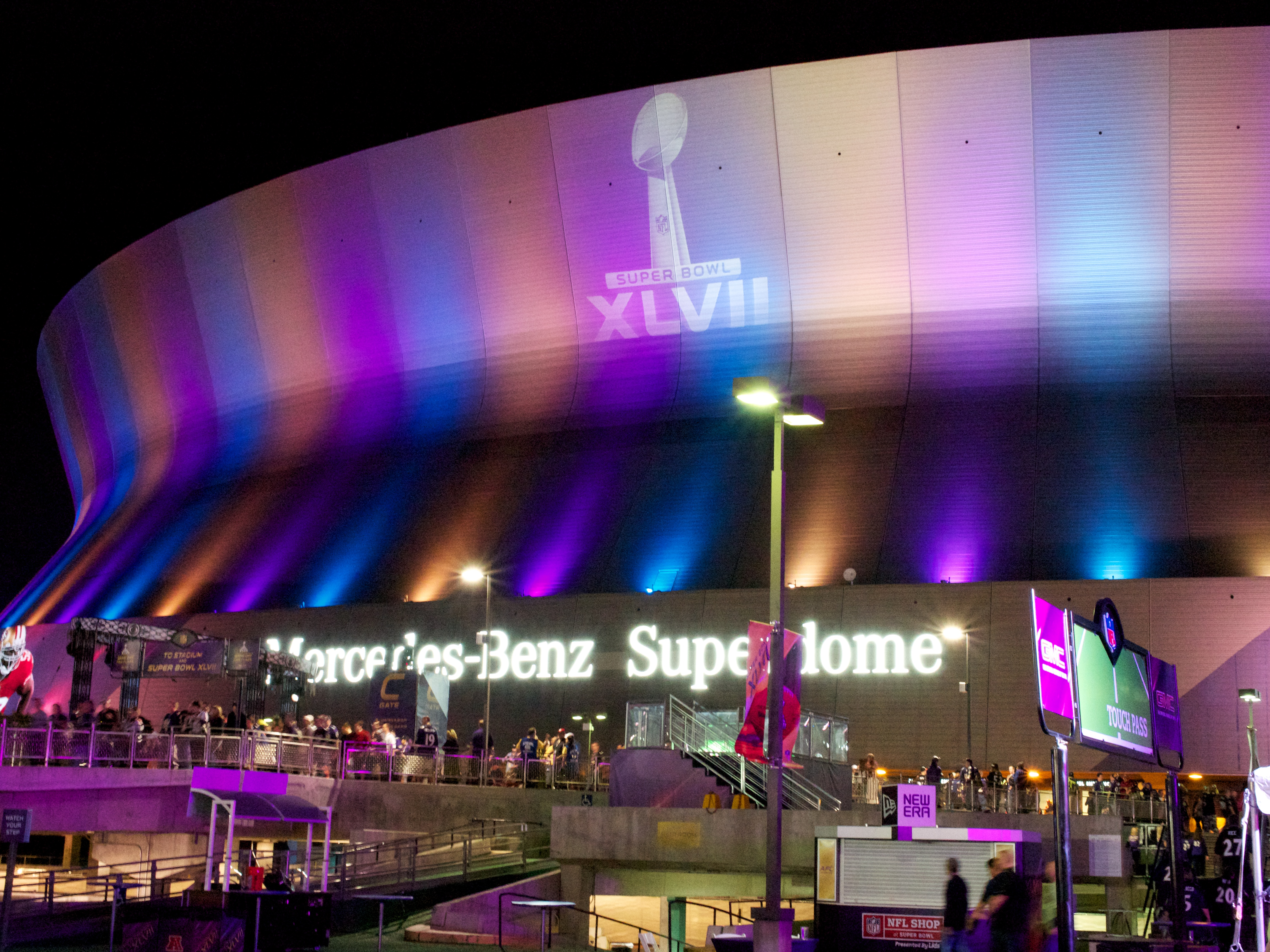
Mercedes-Benz Superdome, Super Bowl XLVII.
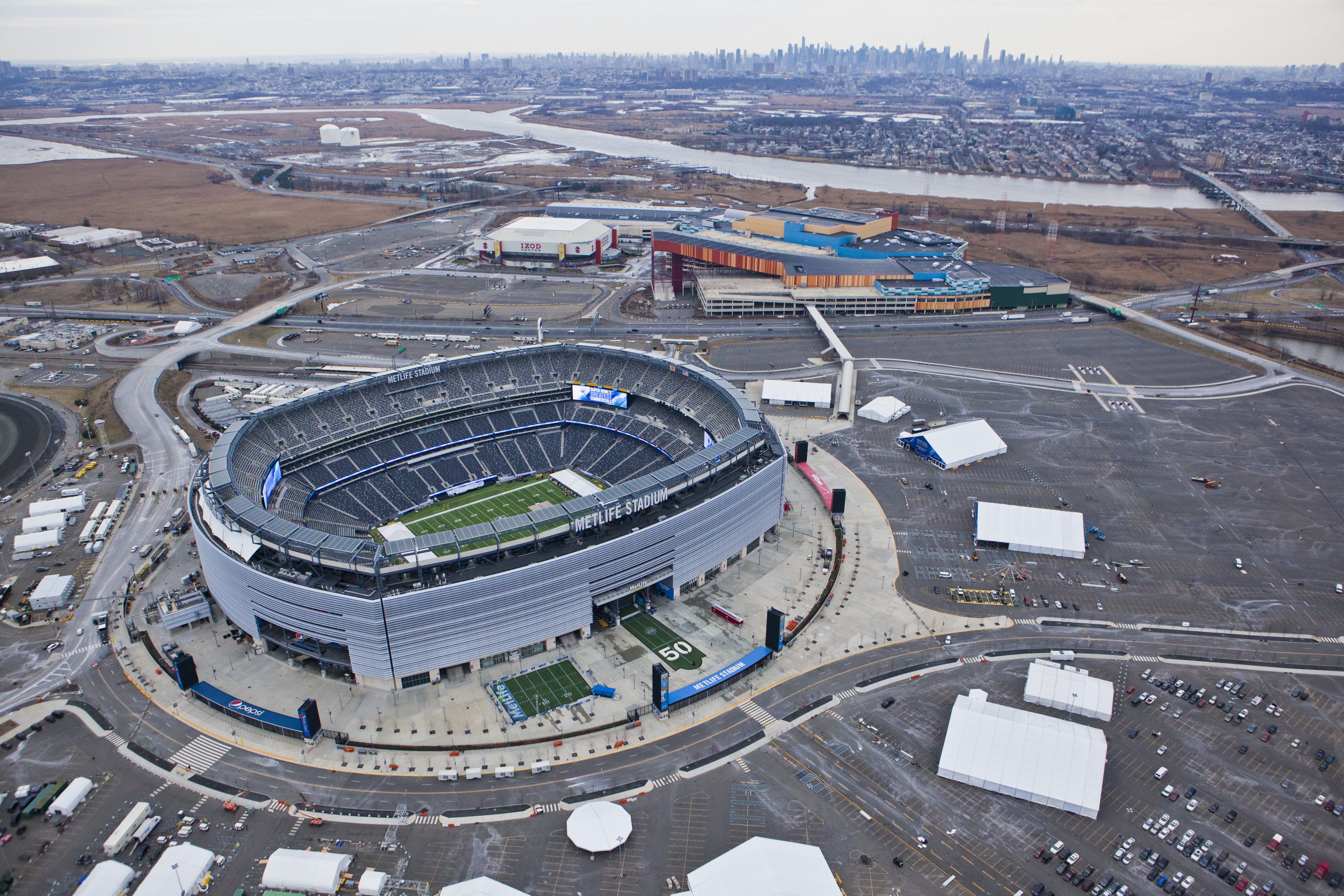
MetLife Stadium, stade le plus cher de l'histoire, Super Bowl XLVIII.
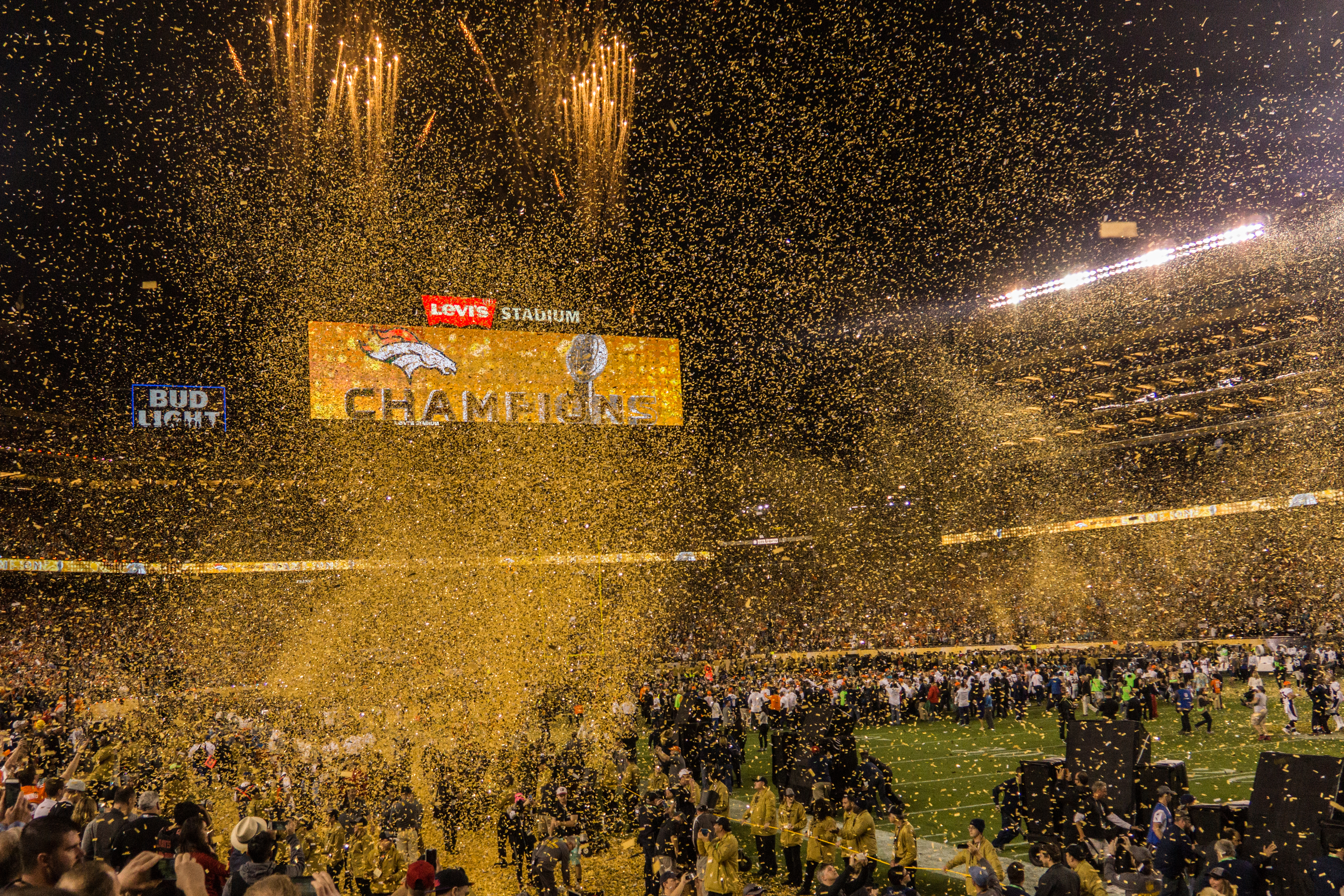
Levi's Stadium, Super Bowl 50.

### Format de la rencontre
Le Super Bowl oppose l'équipe championne de l'American Football Conference (AFC) à l'équipe championne de la National Football Conference (NFC). Ces deux conférences représentent historiquement l'American Football League et la National Football League qui ont fusionné en 1970. Le format de la rencontre n'est pas différent de toute autre rencontre de la saison NFL. Cependant, l'événement dure généralement plus longtemps du fait d'une mi-temps plus longue en raison du spectacle de la mi-temps. Lors des cinquante premières éditions, aucun Super Bowl ne s'est terminé en prolongation. Le Super Bowl LI a été le premier à se décider lors d'un cinquième quart-temps.

### Arbitrage
La National Football League sélectionne les arbitres du Super Bowl en fonction de leurs évaluations lors de la saison régulière. Les meilleurs arbitres à chaque poste sont retenus. Ils sont au nombre de sept arbitres après l'ajout d'un juge de côté en 1979. Comme pour toute autre rencontre de NFL, sont présents sur le terrain : un arbitre principal, un juge de mêlée, un arbitre de ligne, un juge de ligne, un juge de champ, un juge de champ arrière et un juge de côté. Tout comme les vainqueurs, à l'issue du Super Bowl, les arbitres reçoivent une bague pour récompense de leurs prestations tout au long de la saison.

### Spectacles de la mi-temps
Le spectacle de la mi-temps du Super Bowl est une tradition. Édition après édition, il est devenu l'événement artistique de l'événement sportif et contribue fortement aux audiences télévisuelles. Avant les années 1980, le spectacle de la mi-temps est créé autour d'un thème et est le plus souvent réalisé par une fanfare. À partir des années 1990, les spectacles de mi-temps deviennent des spectacles de « pop culture ». Afin d'augmenter l'intérêt des spectateurs et des téléspectateurs, le spectacle à la mi-temps du Super Bowl XXVII est assuré par Michael Jackson. Le Super Bowl XXXVIII est resté célèbre pour l'incident entre Justin Timberlake et Janet Jackson surnommé scandale du Nipplegate. Après cet événement, le spectacle présente pendant plusieurs années des artistes ou formations de « rock » avant le retour des artistes « pop » en 2011.

Tableaux du spectacle de Katy Perry à la mi-temps du Super Bowl XLIX
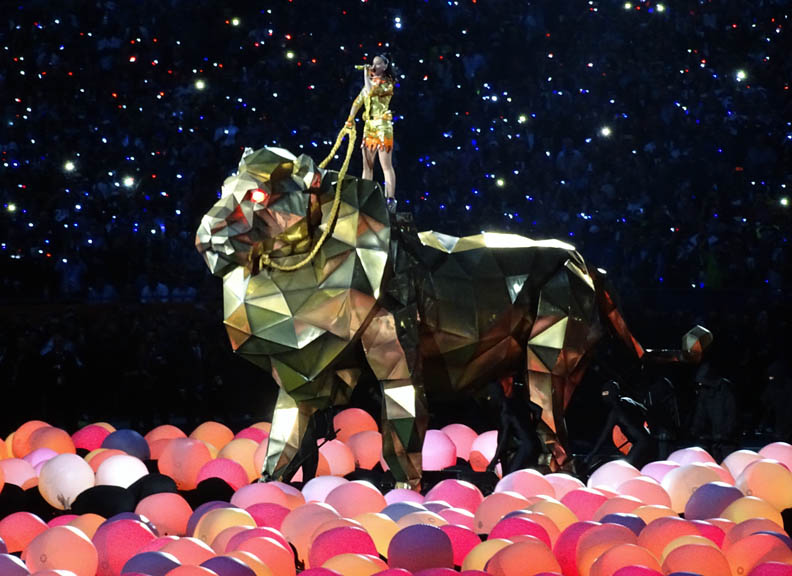
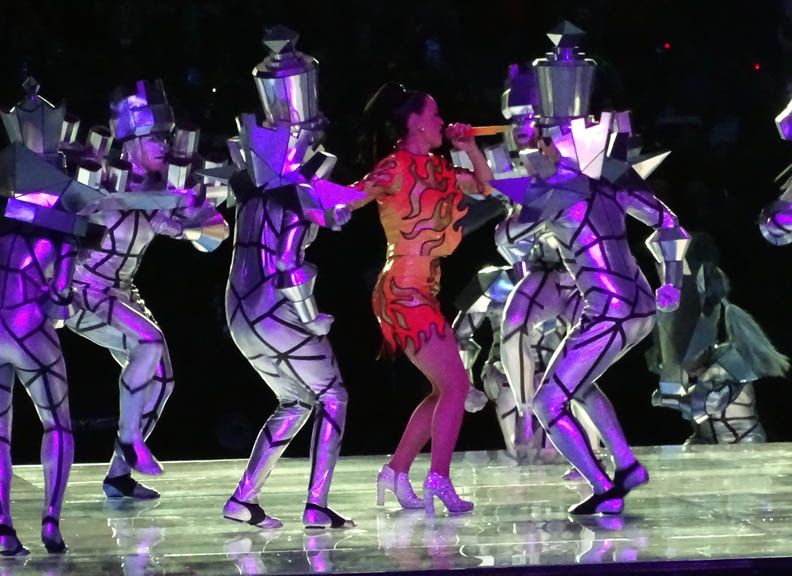
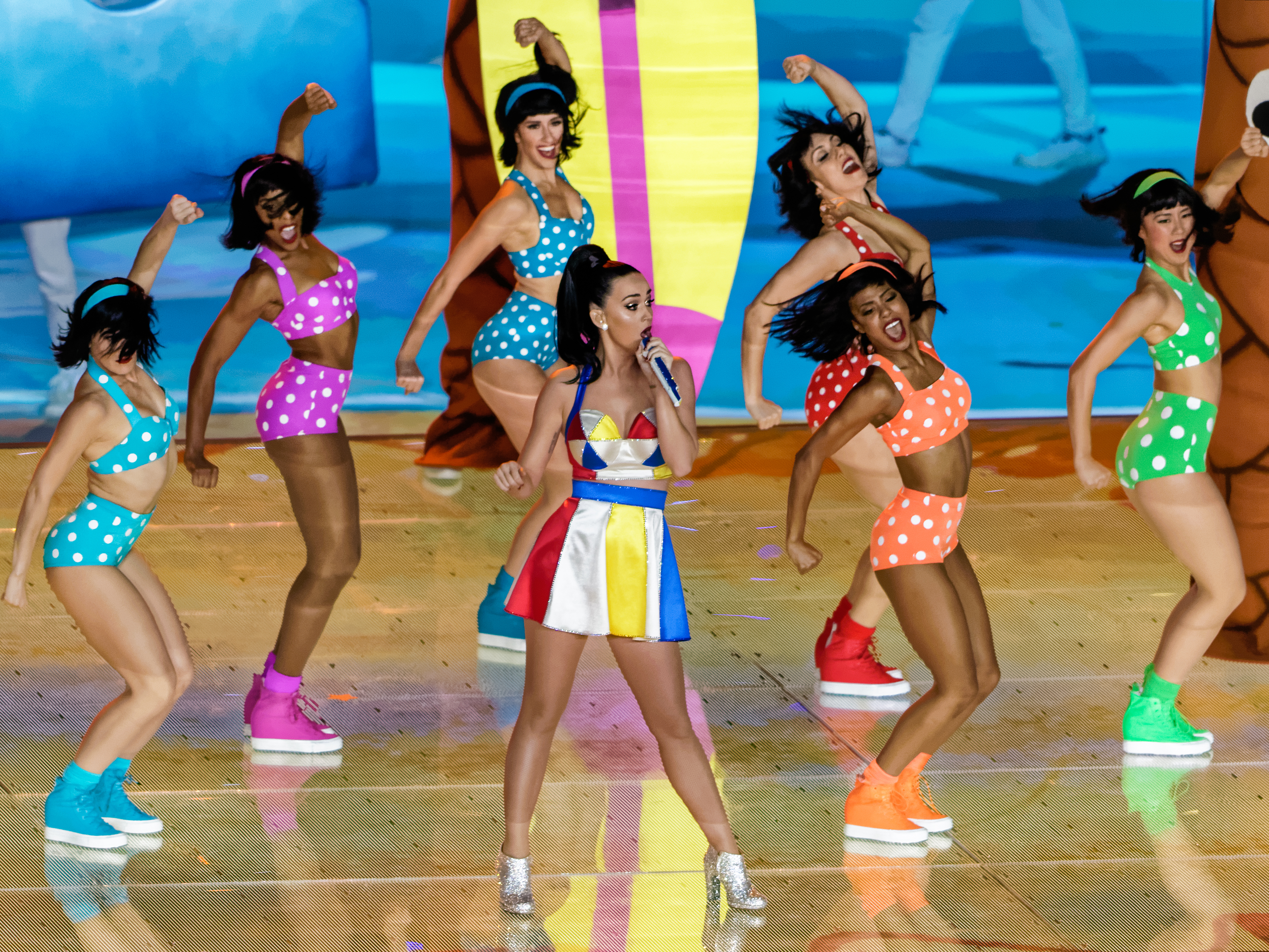
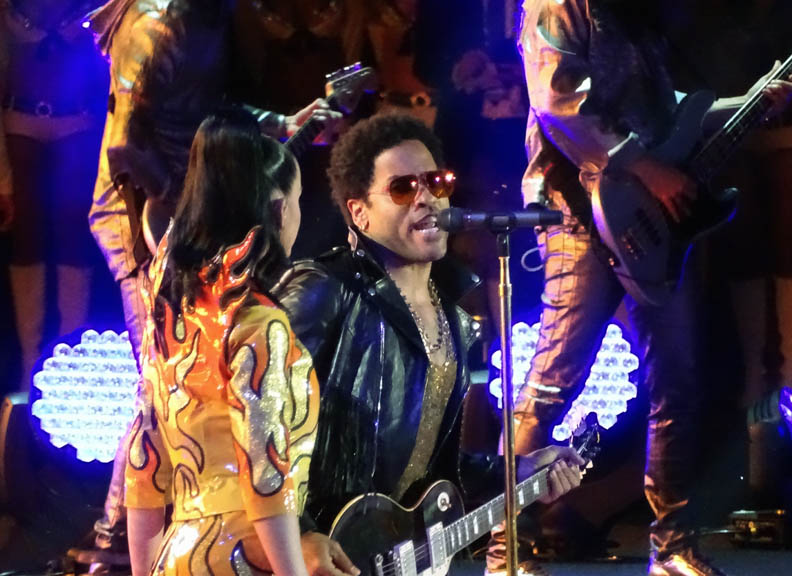
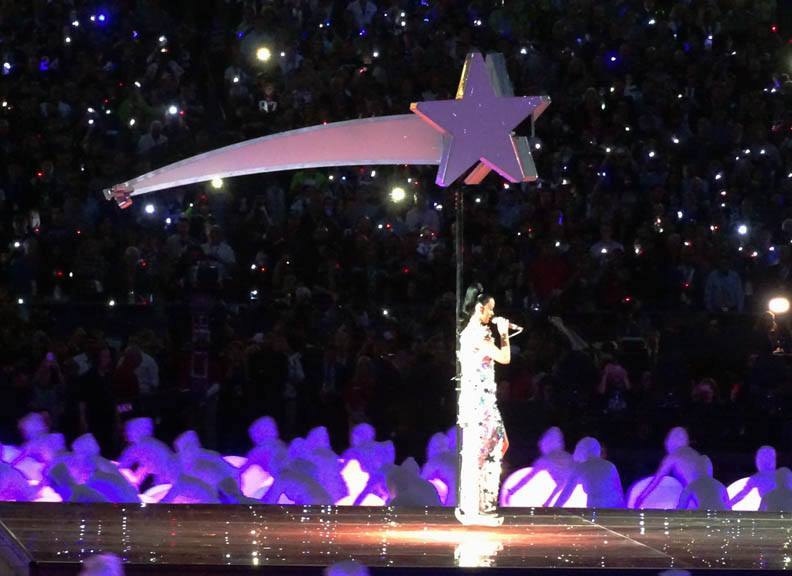

## Symboles

### Trophée
La formation victorieuse reçoit le trophée Vince-Lombardi, lequel rend hommage à l’entraîneur Vince Lombardi, décédé en  1970 et vainqueur des deux premiers Super Bowls à la tête des Packers de Green Bay. Depuis le Super Bowl XXX, le trophée est remis sur le terrain au propriétaire de l'équipe gagnante après le match. Auparavant, le trophée était remis dans le vestiaire des vainqueurs. Après la remise du trophée, il est renvoyé à la société Tiffany & Co. pour que le nom de l'équipe gagnante, la date et le score du match y soient gravés. L'équipe gagnante conserve définitivement le trophée, une copie de l'original étant fabriquée chaque année.

### Bague de champion
Une bague du Super Bowl est un prix remis individuellement aux gagnants du Super Bowl. Contrairement au trophée Vince-Lombardi décerné en un seul exemplaire à la franchise gagnante, une bague du Super Bowl permet à chaque joueur et entraîneur de conserver un symbole de sa victoire. La NFL finance la fabrication de ces bagues dans la limite de 150 pièces.

### Champions du monde
Les vainqueurs du Super Bowl s'adjugent le titre officieux de Champions du monde en référence aux vainqueurs de la World Series de la Ligue Majeure de Baseball. Ce titre est volontiers exhibé par les supporteurs.

## Aspects socio-économiques

### Couverture médiatique

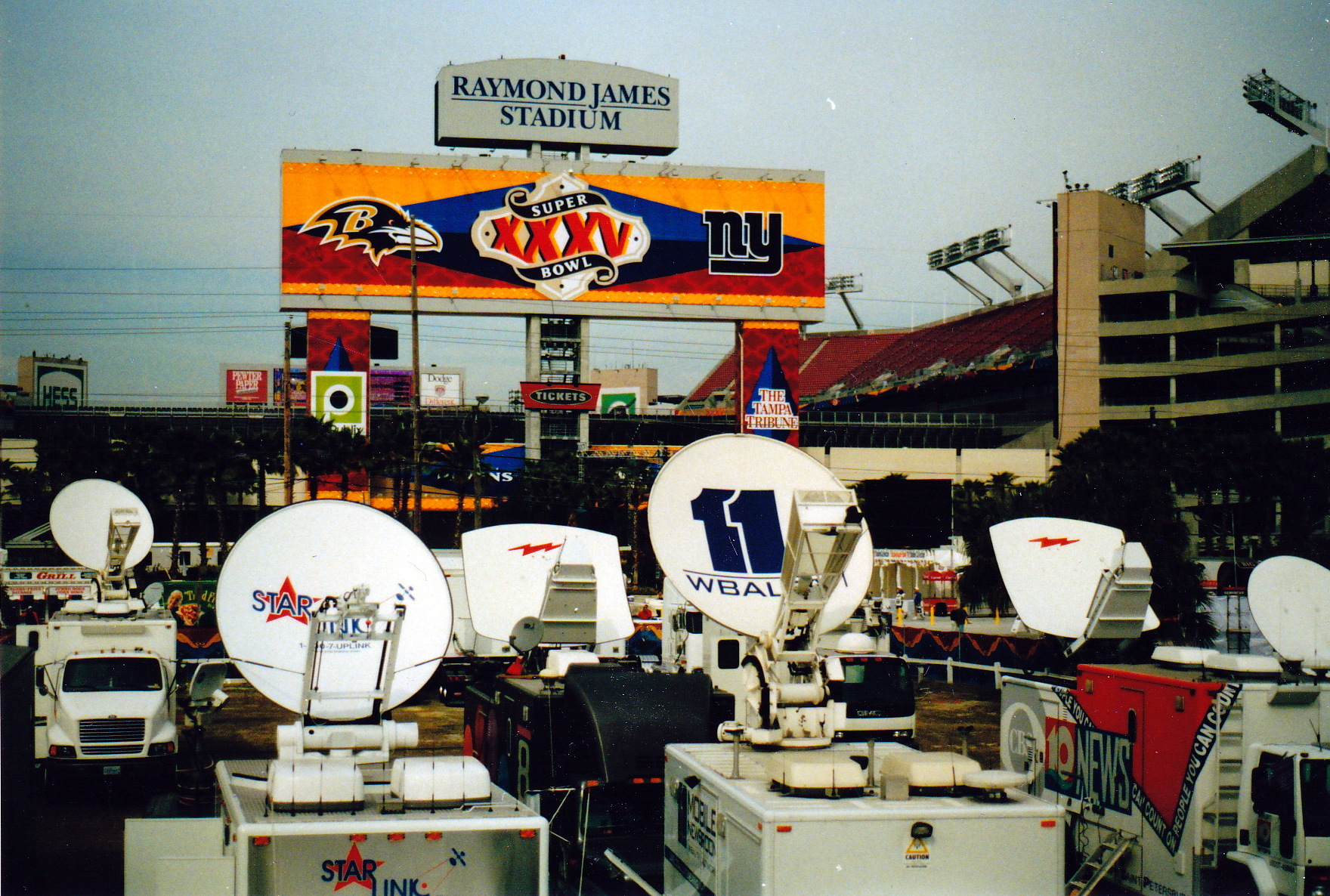
Les camions des diffuseurs à l'extérieur du Raymond James Stadium à Tampa (Floride), lors du Super Bowl XXXV joué en janvier 2001.

Le Super Bowl est suivi dans plus de 200 pays et recueille chaque année une audience supérieure à 100 millions de téléspectateurs (essentiellement en Amérique du Nord). C'est moins que la finale de la Ligue des champions de l'UEFA (150 millions chaque année) et sept fois moins que la finale de la Coupe du monde de la FIFA (700 millions en 2010).

#### Diffusion aux États-Unis
Le Super Bowl est devenu un événement majeur de la télévision américaine pendant les années 1970,. Les études d'audience montrent que ce match enregistre des parts de marché considérables, situées entre 40 et 60 %. Sur les dix meilleures audiences de tous les temps aux États-Unis, la moitié d’entre elles sont survenues lors des Super Bowls. Cet engouement s'explique en partie par le fait qu'il s'agit du seul championnat professionnel dont la finale se dispute en une seule manche, contrairement à la NBA, la NHL et la MLB, où la meilleure équipe est désignée au terme d'au moins quatre matchs.
Avec de tels chiffres d'audience, le coût des annonces publicitaires atteint des sommets. Ainsi, en 2007, une annonce publicitaire de trente secondes diffusée pendant le Super Bowl XLI était facturée 2,7 millions de dollars. En 2012 (Super Bowl XLVI), elle est de 4 millions et en 2019 de 5,250 millions.
Le 7 février 2010, le record d'audience aux États-Unis en télévision (détenu depuis 1983 par l'épisode final de la sitcom M*A*S*H) est dépassé à l'occasion du Super Bowl XLIV, celui-ci ayant été regardé par 106,5 millions de téléspectateurs. Ce même record est battu dès l'année suivante à l'occasion du Super Bowl XLV joué le 6 février 2011, 111 millions de spectateurs ayant regardé les Packers de Green Bay conquérir leur 4e titre. Le record est à nouveau battu en 2012 lors du Super Bowl XLVI joué à Indianapolis avec 111,3 millions de téléspectateurs et en 2015, le spectacle de Katy Perry à la mi-temps étant regardé par 114 millions de téléspectateurs. La retransmission de ce spectacle devient également l'émission la plus regardée de toute l'histoire de la télévision américaine.
Les coûts de diffusion de la NFL sont importants. Ils sont estimés à 500 millions de dollars en 2006. Les trois réseaux nationaux (CBS, ABC, et FOX) financent à égalité la saison NFL. Ces chaînes diffusent le Super Bowl à tour de rôle. Depuis 2006, la NBC a remplacé ABC.

#### Diffusion au Canada
Le Super Bowl est diffusé au Canada depuis 2007 par le réseau CTV lequel relaie intégralement le signal en provenance de la chaîne américaine diffusant le match. En raison du règlement du conseil de la radiodiffusion et des télécommunications canadiennes (CRTC) relatif aux substitutions simultanées, les publicités américaines sont remplacées par des publicités canadiennes, ce qui frustre un grand nombre de téléspectateurs. En effet, les messages publicitaires américains du Super Bowl ont acquis un attrait important au fil des ans. Certains bars et restaurants affichent donc que leurs écrans géants diffuseront le match avec les publicités américaines, ce qui est rendu possible par une synchronisation par satellite. Pour le Super Bowl LI en 2017, le CRTC a toutefois autorisé la diffusion des publicités américaines pendant le match. Avant 2007, le Super Bowl était diffusé sur Global. Il est aussi diffusé sur le Réseau des sports (RDS) en français, principalement au Québec, au Nouveau-Brunswick et dans certaines régions francophones de l'Ontario. En 2019, 5,3 millions de Canadiens en moyenne ont suivi la retransmission du Super Bowl dont 983 000 sur la RDS.

#### Diffusion en France
| Saison    | Année SB  | Diffuseur                      | Audience française | Audience du concert | Pic d'audience     |
| --------- | --------- | ------------------------------ | ------------------ | ------------------- | ------------------ |
| 1984-1985 | 1985–1986 | Canal+                         | NC                 | NC                  | NC                 |
| 1986-1991 | 1987–1992 | La Cinq                        | NC                 | NC                  | NC                 |
| 1992-2004 | 1993–2005 | Canal+                         | NC                 | NC                  | NC                 |
| 2005      | 2006      | France 2                       | NC                 | NC                  | NC                 |
| 2006      | 2007      | France 2                       | 300 000 (France 2) | NC                  | NC                 |
| 2007      | 2008      | France 2                       | NC                 | NC                  | NC                 |
| 2008      | 2009      | France 2                       | 350 000 (France 2) | NC                  | NC                 |
| 2009      | 2010      | W9                             | 174 300 (W9)       | NC                  | NC                 |
| 2010      | 2011      | W9                             | 291 900 (W9)       | NC                  | NC                 |
| 2011      | 2012      | W9                             | 351 000 (W9)       | NC                  | NC                 |
| 2012      | 2013      | W9/beIN Sports                 | 230 000 (W9)       | NC                  | 395 000 (W9)       |
| 2016      | 2014      | W9/beIN Sports                 | 344 000 (W9)       | NC                  | NC                 |
| 2014      | 2015      | W9/beIN Sports                 | 210 000 (W9)       | NC                  | 405 000 (W9)       |
| 2015      | 2016      | W9/beIN Sports                 | 348 000 (W9)       | NC                  | NC                 |
| 2016      | 2017      | W9/beIN Sports                 | 326 000 (W9)       | NC                  | NC                 |
| 2017      | 2018      | W9/beIN Sports                 | 347 000 (W9)       | NC                  | NC                 |
| 2018      | 2019      | TF1/beIN Sports                | 513 000 (TF1),     | 353 000 (TF1)       | NC                 |
| 2019      | 2020      | TF1/beIN Sports                | 408 000 (TF1),     | 360,000 (TF1)       | NC                 |
| 2020      | 2021      | La chaîne L'Équipe/beIN Sports | 398 000 (L'Équipe) | NC                  | NC                 |
| 2021      | 2022      | La chaîne L'Équipe/beIN Sports | 311 000 (L'Équipe) | 421 000 (L'Équipe)  | 421 000 (L'Équipe) |
| 2022      | 2023      | La chaîne L'Équipe/beIN Sports | 270 000 (L'Équipe) | 380 000 (L'Équipe)  | 380 000 (L'Équipe) |
| 2023      | 2024      | M6/beIN Sports                 | 370 000 (M6)       | NC                  | 600 000 (M6)       |

En France, le Super Bowl est retransmis par Canal+ en 1985 et 1986 et par La Cinq (première chaîne privée gratuite) jusqu'à sa disparition en 1992. Canal+ reprend sa retransmission jusqu'en 2006 suivie, de 2007 à 2009, par le groupe France Télévisions (France 2 et France 4). De 2010 à 2018, c'est W9, chaîne du groupe M6, qui prend le relais avec en moyenne 300 000 spectateurs. Depuis 2012, BeIn Sports diffuse aussi en direct le Super Bowl. Sur France 2 et W9, l'événement est commenté par Richard Tardits (premier français à avoir joué en NFL) accompagné d'un journaliste sportif. En 2019, l'événement est diffusé sur TF1 et est commenté par Jean-Pierre Gagick en compagnie de deux français ayant évolué en NFL, Sébastien Sejean et Philippe Gardent. Les droits sont récupérés par le groupe L'Équipe pour la saison 2020 sous un format inédit pour une diffusion en clair : durant la saison régulière, une rencontre par semaine est gratuitement mis à disposition en direct sur le site web de L'Équipe ; une diffusion en direct sur La chaîne L'Équipe est organisée pour la fin de la compétition, de la dernière journée régulière jusqu'au Super Bowl.

### Effets sur l'économie
La National Football League estime que l'organisation du Super Bowl rapporte au moins 600 millions de dollars en retombées économiques à la ville qui l'accueille. Le coût moyen pour assister au Super Bowl est estimé à 6 337 dollars par personne.